# Liste des boissons boliviennes
L'article présente les boissons boliviennes, alcoolisées ou non, qui sont populaires parmi les habitants du pays.
Le Singani, la boisson nationale bolivienne, est la principale liqueur utilisée pour produire certaines de ces boissons. Le pisco est une autre liqueur répandue en Bolivie et qui constitue l'élément principal d'une autre catégorie de boissons.

## À base deSingani
- Chuflay[1]
- Coctel de Tumbo[2]
- Yungueño[3]
- Sucumbé

## À base depisco
- Pisco sour, également très populaire au Chili et Pérou, fabriquée à partir de raisins et élevé en fûts de bois[4].

## Illégal
- Casquito, un mélange d'alcool pur et de boisson non alcoolisée, principalement du cola. Il est souvent associé aux pauvres et est interdit en raison de sa consommation d'alcool pur[5],[6].

## Non alcoolisées
- Mocochinchi, cidre de pêche déshydratées
- Api (Morado), boisson à base de maïs, généralement à base de maïs violet, mais souvent mélangée à du maïs blanc, l'un d'eux étant chaud[7]
- Somó, fabriqué à partir de maïs appelé « frangollo »[8]